# Andromahi Raptis
Andromahi Raptis (* 1991 in Kingston, Kanada) ist eine griechisch-kanadische Opern- und Konzertsängerin (Sopran). 

## Biografie
Andromahi Raptis studierte Gesang an der University of Toronto und Konzertgesang an der Hochschule für Musik und Theater München. An der Bayerischen Theaterakademie August Everding in München absolvierte sie einen Master in „Musiktheater/Oper“. Sie war Mitglied des Opernstudios der Opéra National de Lyon.
Seit 2018 ist Andromahi Raptis Ensemblemitglied am Staatstheater Nürnberg. Sie trat außerdem auf unter anderem an der Komischen Oper Berlin, am Opernhaus Halle, an der Hamburgischen Staatsoper sowie am Münchner Staatstheater am Gärtnerplatz. Einen besonderen Schwerpunkt ihres Bühnen-Repertoires bilden dabei Opern- und Konzertwerke der Neuen Musik. Als Liedinterpretin gastierte sie unter anderem beim HIDALGO Festival in München.
2021 wurde sie mit dem Bayerischen Kunstförderpreis ausgezeichnet.

## Opernrollen (Auswahl)
- Adina (Gaetano Donizetti: L’elisir d’amore), Staatstheater Nürnberg
- Atalanta (Georg Friedrich Händel: Xerxes), Staatstheater Nürnberg
- Bessie (Kurt Weill: Mahagonny-Songspiel), Kurt-Weill-Fest
- Clorinde (Hervé: Dr. Faust junior), Staatstheater am Gärtnerplatz München
- Despina (Wolfgang Amadeus Mozart: Così fan tutte), Staatstheater Nürnberg
- Elisabeth (Jan Dvořák: Frankenstein), Hamburgische Staatsoper
- Frasquita (Georges Bizet: Carmen), Staatstheater Nürnberg
- Hahn (Attila Kadri Sendil: Die Bremer Stadtmusikanten), Komische Oper Berlin
- Isabella (Paul Abraham: Märchen im Grand-Hotel), Staatstheater Nürnberg
- Johanna (Stephen Sondheim: Sweeney Todd), Opernhaus Halle
- Julia (Eduard Künneke: Der Vetter aus Dingsda ), Staatstheater Nürnberg
- La Musica (Claudio Monteverdi: L’Orfeo), Staatstheater Nürnberg
- Maria (Leonard Bernstein: West Side Story), Staatstheater Nürnberg
- Musetta (Giacomo Puccini: La Bohème), Staatstheater Nürnberg
- Sophie (Richard Strauss: Der Rosenkavalier), Staatstheater Nürnberg
- Sophie Scholl (Udo Zimmermann: Weiße Rose), Staatstheater Nürnberg
- Tangolita (Paul Abraham: Ball im Savoy), Staatstheater Nürnberg
- Madame KI (Anno Schreier: Turing), Staatstheater Nürnberg

## Auszeichnungen
- 2019: Theater-Curt (Beste Sängerin der Saison 2018/19, Curt Nürnberg)[4]
- 2019: Zweiter Preis beim 11. Internationalen Hilde-Zadek-Gesangswettbewerb
- 2021: Bayerischer Kunstförderpreis Darstellende Kunst